# Lux (Saône-et-Loire)
Lux ist eine französische Gemeinde mit 1.902 Einwohnern (Stand: 1. Januar 2022) im Département Saône-et-Loire in der Region Bourgogne-Franche-Comté. Sie gehört zum Arrondissement Chalon-sur-Saône und zum Kanton Saint-Rémy.

## Geografie
Lux liegt etwa drei südlich von Chalon-sur-Saône an der Saône, die die östliche Gemeindegrenze bildet und in die hier der Corne mündet, der die nördliche Gemeindegrenze mit dem Thalie bildet. Umgeben wird Lux von den Nachbargemeinden Saint-Rémy im Norden und Westen, Chalon-sur-Saône im Norden und Nordosten, Saint-Marcel im Nordosten, Épervans im Osten und Südosten, Saint-Loup-de-Varennes im Süden sowie Sevrey im Westen.
Durch die Gemeinde führt die Autoroute A6 und die frühere Route nationale 6 (heutige D906).

## Bevölkerungsentwicklung
| Jahr      | 1962 | 1968 | 1975 | 1982 | 1990 | 1999 | 2006 | 2012 | 2020 |
| Einwohner | 845  | 1164 | 1391 | 1619 | 1619 | 1620 | 1672 | 1879 | 2012 |

## Gemeindepartnerschaft
Mit der deutschen Gemeinde Wolken in Rheinland-Pfalz besteht seit 2007 eine Partnerschaft.

## Sehenswürdigkeiten
- Kirche Saint-Odilon aus dem 19. Jahrhundert
- Gutshof La Cour Basse, gegen 1680 erbaut, seit 2001 als Monument historique eingeschrieben
- Schloss mit Kapelle aus dem 16. und 18. Jahrhundert, Reste des Vorgängerbaus aus dem 13. Jahrhundert sind im Park zu sehen. Das Schloss ist seit 1946 als Monument historique eingeschrieben
- Calvaire aus der zweiten Hälfte des 18. Jahrhunderts, seit 1945 als Monument historique eingeschrieben
- Reste der Römerstraße in der Ortschaft La Pérouse

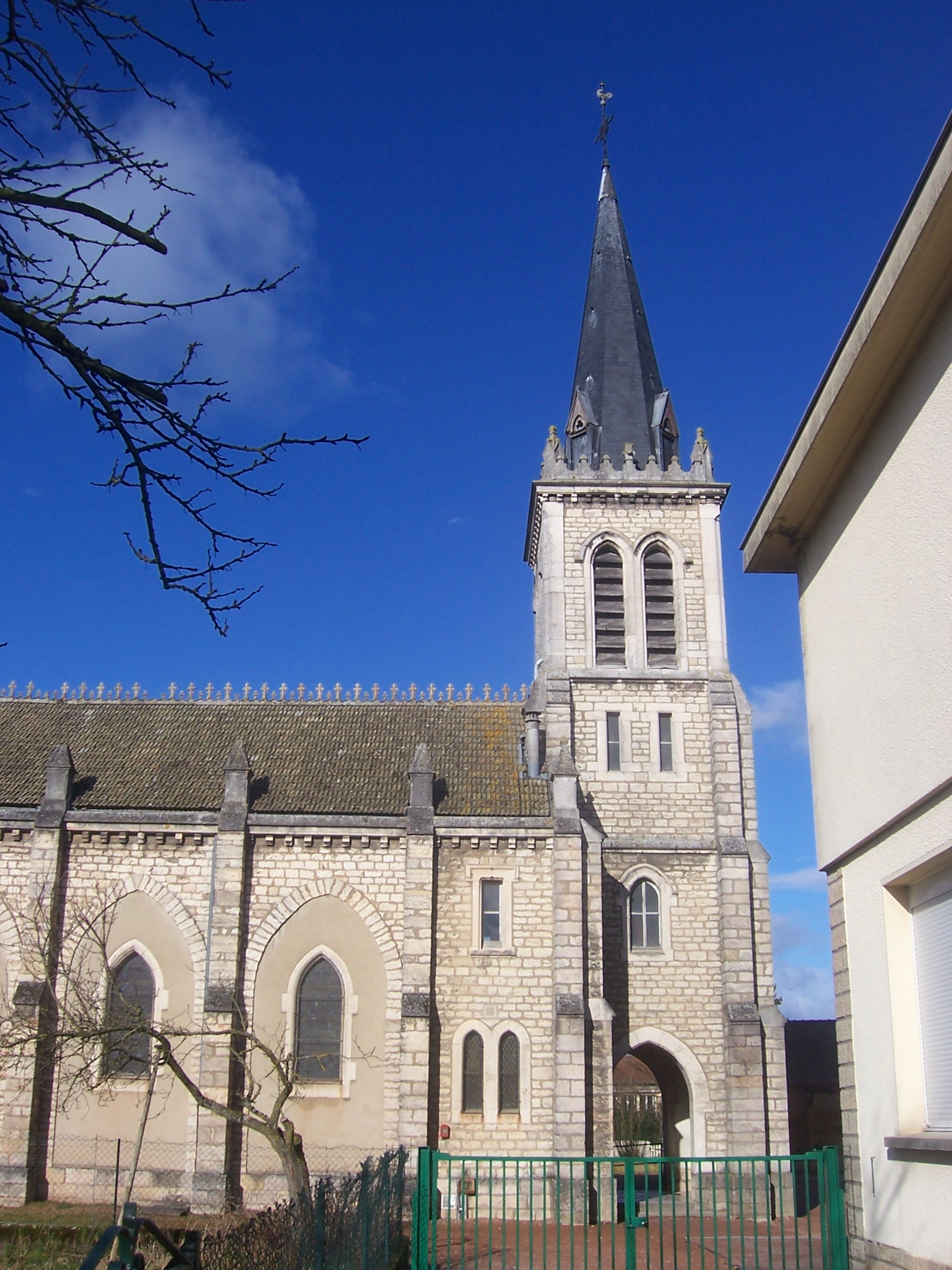
Kirche Saint-Odilon
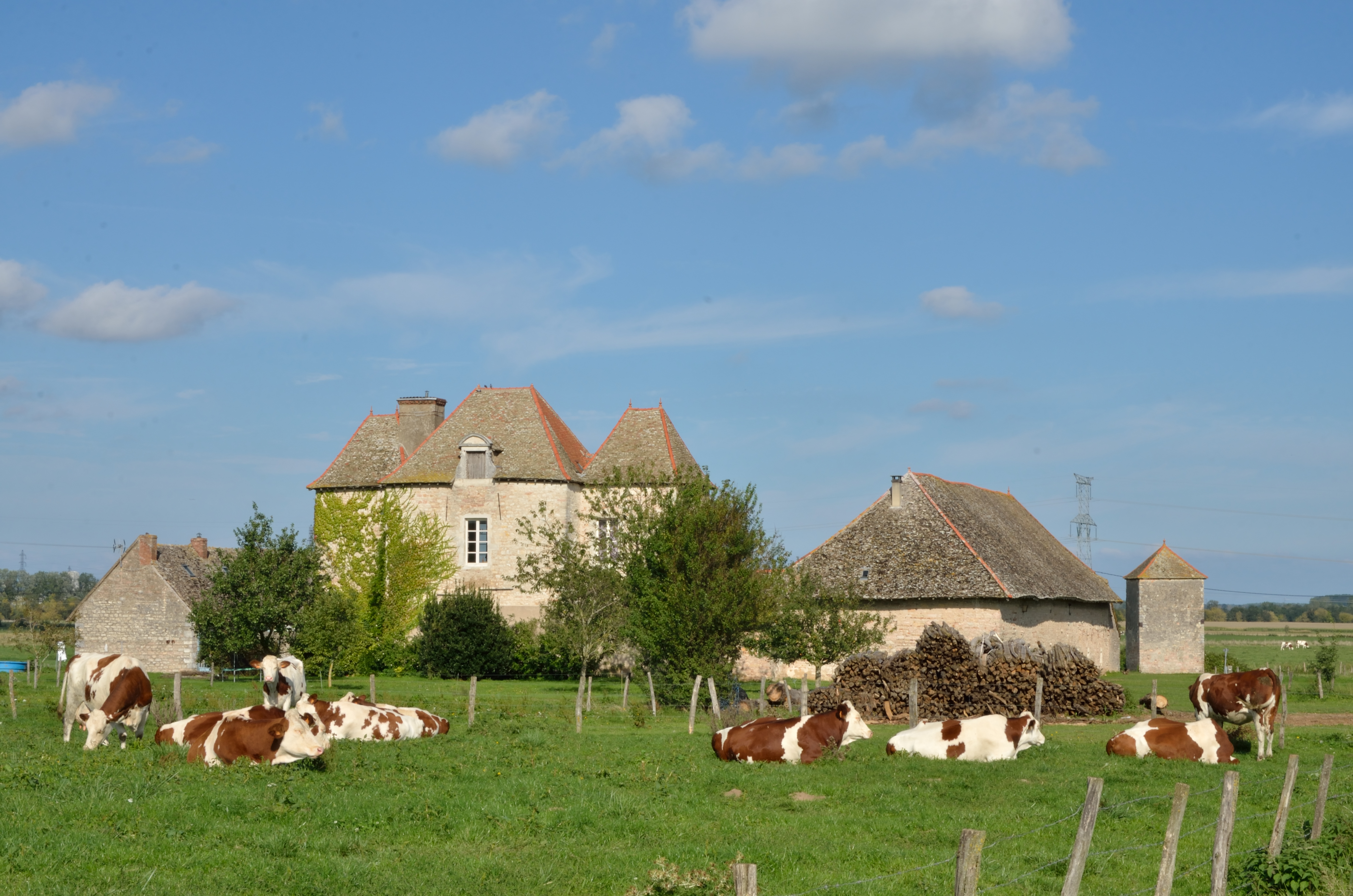
Gutshof La Cour Basse